# NEVA
ŽALUZIE NEVA s.r.o. je česká společnost vyrábějící venkovní stínění – hliníkové žaluzie, látkové rolety a komponenty, které jsou k montáži stínění potřeba. Firma byla založena v roce 1990, výrobě stínicí techniky se věnuje zhruba od poloviny 90. let. V roce 2021 získala ocenění EY Podnikatel roku 2021 v Olomouckém kraji – dle poroty zejména za ekologickou šetrnost.

## Historie

### Montážní firma z Prostějova
NEVA má kořeny v roce 1990, kdy ji v Prostějově založili podnikatelé Ladislav Vrána a Jiří Nesvadbík. Název NEVA je složeninou ze jmen zakladatelů, NE – Nesvadbík, VA – Vrána. Zpočátku se Vrána a Nesvadbík věnovali zámečnické činnosti a údržbě strojů. Postupně se vyučili v montáži vnitřního stínění.

### Vlastní výroba
V roce 1996 se NEVA začala zaměřovat na venkovní stínění a v roce 1999 pořídila svou první válcovou linku.
Firma ŽALUZIE NEVA s.r.o. byla do Obchodního rejstříku zapsána až v r. 2002. Postupně rozšiřovala svou výrobu pořizováním dalších válcových linek a v roce 2012 se přestěhovala do nového závodu o rozloze 6 500 m² v Kralickém Háji. V roce 2014 postavila vlastní práškovou lakovnu na lakování komponent.
Začátkem roku 2021 se sortiment rozšířil o venkovní látkové (screenové) rolety. V roce 2021 byla výroba rozšířena o novou halu s plochou 2 300 m² a proběhla výstavba školicího centra a showroomu.

## Výroba a export
NEVA se zaměřuje pouze na výrobu. Montáž přenechává síti montážních partnerů. Venkovní stínění distribuuje do více než 42 zemí světa – do Německa, Rakouska, Norska, Španělska, Švýcarska, USA, Izraele, Austrálie a dalších.

## Ocenění
- 2020 – 3. místo v soutěži Diamanty českého byznysu za Olomoucký kraj.[16]
- 2021 – 2. místo IBM Firma roku 2021 Olomouckého kraje.[17]
- 2022 – vítěz regionálního kola EY Podnikatel roku 2021 v Olomouckém kraji.[2]